# Alfons von Henriquez
Alfons von Henriquez (německy Alphons Ritter von Henriquez)  (9. ledna 1831 Vídeň – 28. března 1912 Vídeňské Nové Město) byl rakousko-uherský admirál. U c. k. námořnictva sloužil od roku 1849 a zúčastnil se několika válek. Později se uplatnil jako odborný spisovatel a pedagog na C. k. námořní akademii. Svou kariéru završil jako velitel pevnosti a válečného přístavu v Castelnuovu (dnes Herceg Novi v Černé Hoře). V roce 1886 byl penzionován v hodnosti kontradmirála.

## Biografie

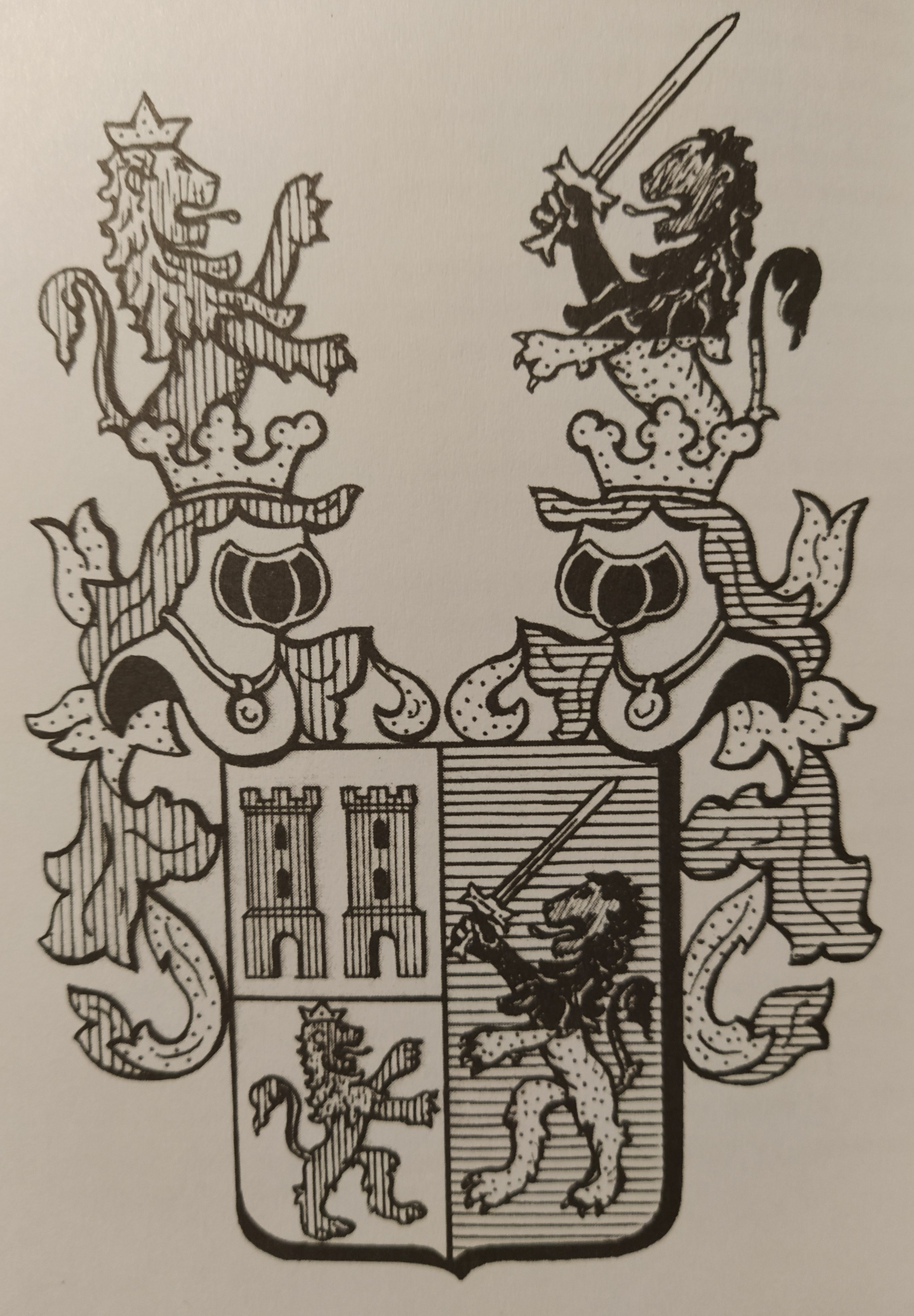
Erb rodu Henriquez (1850)

Pocházel z původně španělské rodiny, která v 18. století ve službách Karla VI. přesídlila do habsburské monarchie. Narodil se jako nejstarší syn c. k. policejního komisaře Eugena Henriqueze (1807–1875). Po gymnáziu studoval práva na Vídeňské univerzitě, ale po dvou semestrech studia opustil a v roce 1849 vstoupil k námořnictvu. Byl přidělen k námořní pěchotě a během revolučních válek v Itálii se zúčastnil blokády Benátek (1849). V letech 1849–1850 se plavil po Středomoří a v roce 1853 byl jako praporčík přidělen k námořnímu arzenálu v Benátkách. Mimo jiné byl nižším důstojníkem na obchodních lodích. V roce 1858 získal hodnost poručíka a v roce 1859 se zúčastnil války se Sardinií. Poté sloužil u námořního oblastního velitelství v Benátkách a v dánsko-německé válce byl prvním důstojníkem na fregatě SMS Schwarzenberg (1864). V roce 1866 se na lodi SMS Triest zúčastnil války s Itálií. V dalších letech již získal velení menších plavidel.

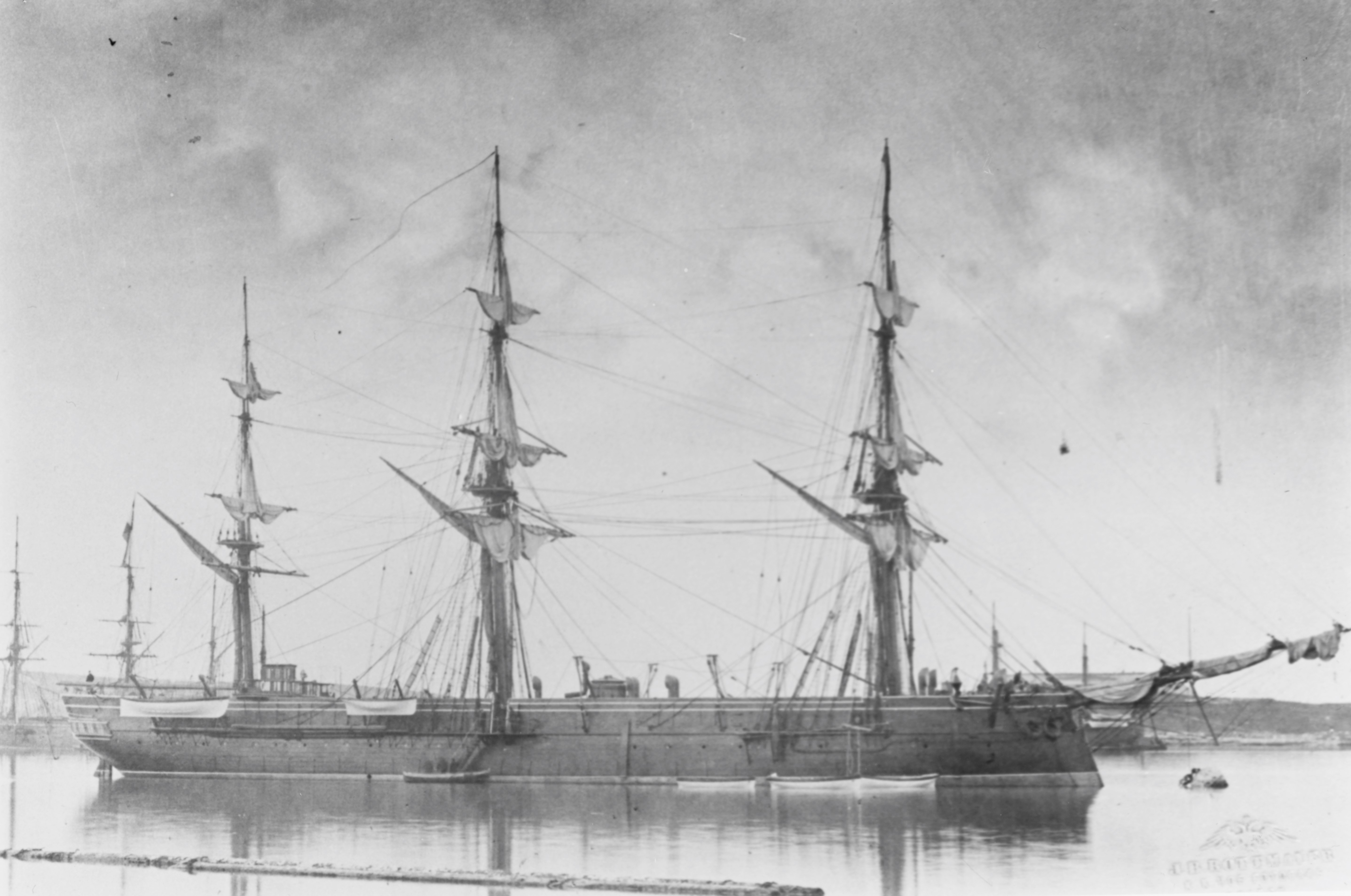
Korveta SMS Fasana, vlajková loď kapitána Henriqueze na cestě do Ameriky (1880–1881)

V roce 1868 by povýšen na korvetního kapitána a v letech 1868–1871 působil jako pedagog na C. k. námořní akademii v Rijece, kde byl zároveň zástupcem velitele. Uplatnil se mimo jiné jako spisovatel a byl autorem dvou učebnic pro výcvik námořnictva. Po povýšení do hodnosti fregatního kapitána (1870) byl přidělen k velení pevnosti v Pule, kde byl později velitelem námořních jednotek na pevnině (1874–1876). Jako velitel korvety SMS Frundsberg absolvoval v letech 1877–1878 cestu do Orientu. V roce 1879 získal hodnost kapitána řadové lodi a v letech 1880–1881 na korvetě SMS Fasana absolvoval jednoroční cestu do Ameriky. V roce 1882 byl zástupcem velitele pevnosti v Pule a v letech 1882–1883 byl velitelem výcvikové lodi SMS Novara. Nakonec byl v letech 1885–1886 velitelem přístavu a pevnosti v Castelnuovu (dnešní Herceg Novi v Černé Hoře).
K datu 1. září 1886 byl penzionován v hodnosti kontradmirála. Ve výslužbě žil ve Štýrském Hradci, Vídni a Gorici, nakonec se v roce 1910 přestěhoval do Vídeňského Nového Města, kde zemřel. 

## Rodina
V roce 1868 se oženil s Emilií Falzariovou, rozenou Mayerovou (1830–1914). Měli spolu dvě děti, syn Alfons (1871–1932) sloužil v c. k. armádě a dosáhl hodnosti majora.
Měl šest sourozenců, všichni bratři sloužili také u c. k. námořnictva. Mladší bratr Camillo (1833–1915) dosáhl také hodnosti kontradmirála, nižší posty zastávali další bratři Hyppolit, Ferdinand, Quido a Diego.
Příslušníci starší rodové linie Henriquezů se uplatňovali především v c. k. armádě, z nich vynikl Alfonsův bratranec Johann von Henriquez (1861–1924), který za první světové války dosáhl hodnosti generála pěchoty a byl velitelem 2. armády na Soči. 

## Tituly a ocenění
Byl nositelem šlechtického titulu rytíř, který pro rodinu získal v roce 1850 jeho strýc polní podmaršál Gustav Henriquez (1810–1869). Během služby u námořnictva se stal nositelem několika vyznamenání v Rakousku-Uhersku i v zahraničí.

### Rakousko-Uhersko
- Řád železné koruny III. třídy s válečnou dekorací (1864)
- Válečná pamětní medaile (1864)
- Válečná medaile (1873)
- Služební odznak pro důstojníky III. třídy (1874)
- Jubilejní pamětní medaile (1898)
- Vojenský jubilejní kříž (1908)

### Zahraničí
- Řád koruny III. třídy (1865, Prusko)
- Řád slávy II. třídy (1875, Tunisko)